# Modelo del sistema solar

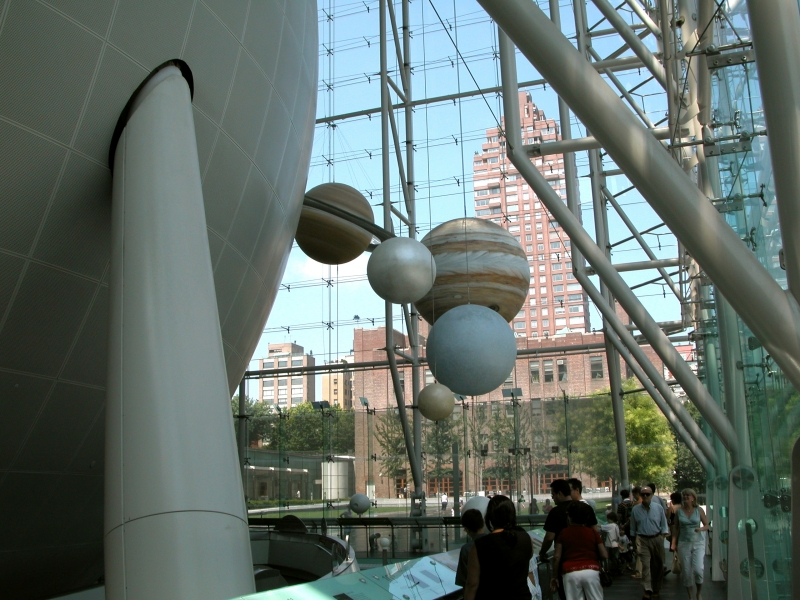
Modelo de escala relativa de diámetros del sistema solar. Planetario Hayden, Museo Americano de Historia Natural.

Un modelo del sistema solar o modelo planetario es una reproducción en miniatura de las posiciones y movimientos relativos de los planetas y satélites naturales del sistema solar. Existen muchos tipos de modelos planetarios, que normalmente se dividen de acuerdo con sus funciones, tamaño y relación entre sus piezas.

## Historia
Los modelos planetarios humanos existen desde la prehistoria. Los primeros modelos fueron representados en pinturas rupestres que con el tiempo iban incorporando calendarios y símbolos astronómicos. Milenios después, con la aparición de los libros, los registros escritos se convirtieron en la fuente por antonomasia de los modelos solares, que se consideran importantes hasta el día de hoy, tanto histórica como científicamente.
Debido a que nuevos modelos del sistema solar se suelen basar casi siempre en modelos anteriores, aplicando a ellos los cambios técnicos, adaptaciones científicas y alteraciones visuales, se conservan casi a la perfección modelos antiguos y se ha mantenido un férreo seguimiento del desarrollo del modelo planetario y del entendimiento científico del sistema solar. Entre ellos se pueden destacar el disco celeste de Nebra y modelos de interpretación babilónica o china y más tarde, ya de importancia mayor, los modelos griegos, seguidos por modelos islámicos y chinos tardíos. Uno de los hitos de este desarrollo es el salto que se dio de los intentos de perfeccionar el modelo geocéntrico al diseño del modelo heliocéntrico.
Los modelos del sistema solar empezaron como un medio para medir el tiempo, sobre todo períodos concretos a lo largo del año, y terminaron por revolucionar industrias y prácticas como la navegación oceánica. En base a los modelos más avanzados se desarrolló una fuente de nuevos almanaques, que incorporaron efemérides más precisas y cálculos imprescindibles para la navegación de los siglos anteriores a la aparición de la tecnología moderna.
Astrónomos, filósofos y grandes pensadores de la historia fueron capaces de registrar sus observaciones por medio de alteraciones de modelos planetarios existentes, un sistema que hizo posible el progreso hacia la precisión y el entendimiento del sistema solar de la actualidad. 
Desde el punto de vista científico, algunas de las teorías más importantes de la historia científica reciente se basaron en la aplicación de la observación astronómica y de las ciencias exactas a los modelos físicos de la época, entre ellos el modelo heliocéntrico de Copérnico, el modelo de Kepler, los descubrimientos de Galileo o las teorías de Newton.

#### Actualidad
Hoy en día los modelos físicos del sistema solar forman parte de exhibiciones museísticas y programas de estudios, mientras que la mayor parte de la carga científica se apoya en modelos digitales y aplicaciones de las nuevas tecnologías.

## Clasificación

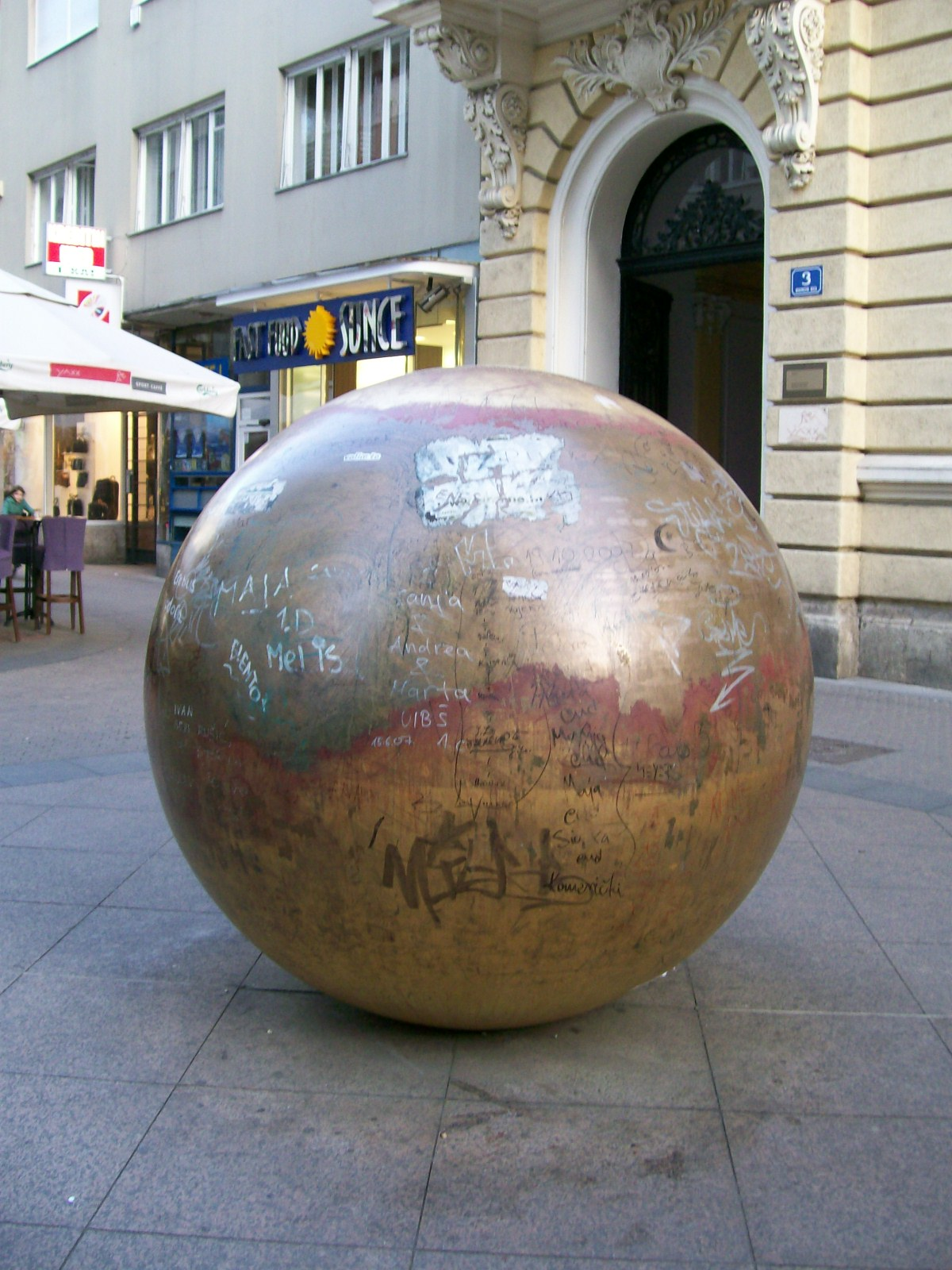
"Sol en la Tierra". Parte del Sistema Solar de Zagreb.

Los modelos científicos y museísticos del sistema solar se suelen clasificar según las siguientes características:

### Piezas movibles o inamovibles
Los primeros modelos planetarios consistían en dibujos y grabados, por lo que se trataba de modelos estáticos, muchos de ellos siendo de hecho modelos de esfera celeste, como el caso del disco celeste de Nebra. Sin embargo, también existen modelos tridimensionales del sistema solar que no cuentan con un mecanismo que permita el movimiento de las piezas, es decir los planetas (y en modelos más detallados otros cuerpos celestes del sistema solar). En el Egipto antiguo y otras civilizaciones se combinaron los modelos estáticos con la caída de rayos de sol en ciertos puntos del modelo, creando cierta dinámica basada en el juego de luz y sombra. Los primeros modelos dinámicos no contaban con un mecanismo mecánico u otro y se movían por medio de la intervención humana.
Sin embargo, cuando se habla de un modelo dinámico se refiere a modelos precisos que cuentan con los mecanismos adecuados, destacándose el planetario mecánico, accionado mediante un conjunto de engranajes que ilustra o predice las posiciones relativas y los movimientos de los cuerpos celestes, normalmente de acuerdo con un modelo heliocéntrico. Por lo general son accionados por un mecanismo de relojería con un globo que representa el Sol en el centro, y con un planeta en el extremo de cada uno de los brazos. Planetarios mecánicos existen desde hace siglos y guardan relación con los relojes astronómicos, en los que las posiciones de los cuerpos celestes están sincronizadas con la hora solar a lo largo de un ciclo de varios años (en los modelos más complejos).

#### Precisión y relación de propiedades físicas
Los modelos dinámicos del sistema solar obviamente no son de escala, es decir que no guardan la relación 1:1 ente las distancias y diámetros de los planetas. Los modelos sencillos o compactos tampoco guardan relación entre los tamaños de los planetas, ya que en muchos casos la relación de movimientos (tiempo y velocidad) es la importante. Los hay desde juguetes hasta modelos científicos complejos, donde la relación de movimientos incluye las compensaciones que se dan en el sistema solar.
Cuando se quiere reflejar la relación entre tamaños de los planetas, se requiere un modelo de grandes dimensiones. Solo Júpiter tienen 1300 veces el volumen de la Tierra, y el tamaño del Sol en muchos de estos modelos no puede representarse correctamente. En aquellos modelos que sí lo hacen, los planetas, por su diminuto tamaño y cercanía al Sol, suelen llevar algún tipo de iluminación (interna o externa) para poder distinguirlos claramente. Se trata de modelos de muy grandes dimensiones.
Algunos modelos dinámicos de la actualidad se basan en sistemas eléctricos.

### Escala
Aunque la relación de tamaños (o diámetros) entre los cuerpos celestes representados en los modelos planetarios puede ser exacta, existen muy pocos modelos de escala real que consiguen representar el enorme ratio de las distancias interplanetarias sobre los diámetros planetarios. Si se toma como ejemplo que la distancia de la Tierra del Sol es 12 000 veces el diámetro de la propia Tierra, se entiende que la construcción de un modelo a escala (donde se mantiene la relación de las distancias y el tamaño de los planetas) es muy desafiante y presenta muchas dificultades. Obviamente las piezas de este tipo de modelos son inamovibles, estando ubicadas a grandes distancias una de la otra, por lo que se suelen denominar modelo de escala permanente.
Probablemente, el primer modelo planetario a escala es el de la ciudad de Hagen, construido en 1960, en el extremo sureste de la región del Ruhr (escala 1:10⁹).
El Museo de Ciencias de Boston cuenta con un modelo de estas características, habiendo colocado el Sol en una sala central de museo y los planetas dispersados en varios edificios públicos de la ciudad de Boston. El modelo de Júpiter, por ejemplo, representado por un esférico de diámetro de una pelota de baloncesto, se encuentra en el área de espera de la South Station, a unos 2,14 km del museo, representando la escala real y dejando en los visitantes una enorme impresión sobre el inmenso vació dentro del sistema solar.
El Sistema Solar de Suecia es el modelo a escala más grande del mundo del sistema solar. El sol está representado por el Stockholm Globe Arena, el edificio esférico más grande del mundo. En este modelo, Neptuno está a 229 km del Sol y tiene un diámetro de 2,5 metros. La pieza que lo representa se encuentra en un parque en Söderhamn. Los demás planetas se encuentran dispersados por toda a geografía sueca, de norte a sur.

#### Escala reducida
Una propiedad típica de los modelos museísticos a escala reducida es que los tamaños aparentes de los objetos (el ángulo de visión en el que aparecen para el espectador) son los mismos que los observados en el firmamento. Eso significa que si se para al lado de la pieza que representa la Tierra y se mira la pieza que representa el Sol, esta última tiene el mismo tamaño que el Sol que se observa desde la tierra en el cielo. Esto se aplica a la escala 1:1.4·10⁹ (1 m de diámetro, 107 m de distancia).
Estas relaciones también permiten apreciar adecuadamente los logros de la observación astronómica moderna. Por ejemplo, las lunas de Neptuno, Proteo y Nereid, aparecen en el cielo nocturno del tamaño de un grano de polvo de 0,3 mm de diámetro, a una distancia de 3 km.

## Lista de modelos permanentes del sistema solar
| Nombre (original)                          | Ubicación           | Escala           | Diámetro del Sol | Diámetro de la Tierra | Distancia Tierra-Sol | Distancia Tierra-Plutón | masa del sol     |
| ------------------------------------------ | ------------------- | ---------------- | ---------------- | --------------------- | -------------------- | ----------------------- | ---------------- |
| Sistema solar (tamaño real)                |                     | 1:1              | 1,392 Gm         | 12,76 Mm              | 149,6 Gm             | 5,914 Tm                | 1.989 × 10^30 kg |
| Système solaire suédois                    | Suecia              | 1:20 000 000     | 71 m             | 65 cm                 | 7,6 km               | 300 km                  |                  |
| The Maine solar system model               | Presque Isle        | 1:93 000 000     | 15 m             | 137 mm                | 1,6 km               | 64 km                   |                  |
| Peoria community solar system model        | Peoria              | 1:99 000 000     | 14 m             | 127 mm                | 1,5 km               | 64 km                   |                  |
| Sentier des planètes                       | Rocbaron            | 1:140 000 000    | 10 m             | 91 mm                 | 1 km                 | 41,195 km               |                  |
| El sistema solar de Ciudad Rodrigo         | Ciudad Rodrigo      | 1:290 000 000    | 4,8 m            | 44 mm                 | 510 m                | 25,03 km                |                  |
| Museum of Science’s Community Solar System | Boston              | 1:700 000 000    | 3,5 m            | 32 mm                 | 376 m                | 14,9 km                 |                  |
| York solar system model                    | York                | 1:575 872 239    | 2,417 m          | 22,1 mm               | 259,73 m             | 10,2679 km              |                  |
| Système solaire de Zagreb                  | Zagreb              | 1:680 000 000    | 2 m              | 1,9 cm                | 225 m                | 8,7 km                  |                  |
| Maquette Immense du Système Solaire        | Brasparts           | 1:1 000 000 000  | 1,40 m           | 13 mm                 | 150 m                | 7,25 km                 |                  |
| Ursa Aurinkokuntamalli                     | Helsinki            | 1:1 000 000 000  | 1,40 m           | 12,8 mm               | 149,6 m              | 6,102 km                |                  |
| Uetliberg Planetenweg                      | Zúrich              | 1:1 000 000 000  | 1,39 m           | 13 mm                 | 150 m                | 5,9 km                  |                  |
| Das Hagener Planetenmodell                 | Hagen               | 1:1 000 000 000  | 1,39 m           | 13 mm                 | 150 m                | 5,9 km                  |                  |
| Planeten Wanderweg                         | Drebach             | 1:1 000 000 000  | 1,39 m           | 13 mm                 | 150 m                | 5,9 km                  |                  |
| Planetární stezka                          | Hradec Králové      | 1:1 000 000 000  | 1,39 m           | 12,8 mm               | 150 m                | 5,9 km                  |                  |
| The Eugene Oregon scale model Solar system | Eugene              | 1:1 000 000 000  | 1,39 m           | 12 mm                 | 150 m                | 5,9 km                  |                  |
| Planetenweg des Deutschen Museum           | Múnich              | 1:1 290 000 000  | 1,08 m           | 9,9 mm                | 116 m                | 4,57 km                 |                  |
| Sentier des planètes                       | Quint-Fonsegrives   | 1: 1 400 000 000 | 1 m              | 9,2 mm                | 107 m                | 3,5 km                  |                  |
| Balade à la vitesse de la lumière          | La Malbaie          | 1:1 500 000 000  | 92,7 cm          | 8,5 mm                | 100 m                | 3 km (Neptuno)          |                  |
| Solar system walking tour                  | Gainesville         | 1:2 000 000 000  | 70 cm            | 6 mm                  | 75 m                 | 2,9 km                  |                  |
| Planet walk                                | Norwich             | 1:2 200 000 000  | 63 cm            | 6 mm                  | 68 m                 | 2,7 km                  |                  |
| Solar walk                                 | Gainesville         | 1:4 000 000 000  | 33,8 cm          | 3,2 mm                | 37,4 m               | 1,479 km                |                  |
| Otford Solar system model                  | Otford              | 1:4 595 700 000  | 30 cm            | 2,7 mm                | 32 m                 | 983 m                   |                  |
| Le Système solaire                         | La Chapelle-aux-Lys | 1:5 000 000 000  | 28 cm            | 2,5 mm                | 30 m                 | 1,15 km                 |                  |
| Sagan Planet walk                          | Ithaca              | 1:5 000 000 000  | 27,8 cm          | 2,5 mm                | 30 m                 | 1,18 km                 |                  |
| The planet path                            | Jodrell Bank        | 1:5 000 000 000  | 30 cm            | 2,5 mm                | 30 m                 | 1 km                    |                  |
| Solar system walk                          | Cleveland           | 1:5 280 000 000  | 26,4 cm          | 2,4 mm                | 28,4 m               | 1 121 m                 |                  |
| Voyage                                     | Washington D. C.    | 1:10 000 000 000 | 13,9 cm          | 1,2 mm                | 15 m                 | 590 m                   |                  |
| Voyage                                     | Kansas City         | 1:10 000 000 000 | 13,9 cm          | 1,2 mm                | 15 m                 | 590 m                   |                  |
| Voyage                                     | Houston             | 1:10 000 000 000 | 13,9 cm          | 1,2 mm                | 15 m                 | 590 m                   |                  |
| Voyage                                     | Corpus Christi      | 1:10 000 000 000 | 13,9 cm          | 1,2 mm                | 15 m                 | 590 m                   |                  |
| Voyage                                     | Des Moines          | 1:10 000 000 000 | 13,9 cm          | 1,2 mm                | 15 m                 | 590 m                   |                  |
| Voyage                                     | Baltimore           | 1:10 000 000 000 | 13,9 cm          | 1,2 mm                | 15 m                 | 590 m                   |                  |
| Voyage                                     | Orlando             | 1:10 000 000 000 | 13,9 cm          | 1,2 mm                | 15 m                 | 590 m                   |                  |